# Juncus harae
Juncus harae är en tågväxtart som beskrevs av Miyam. och Hideaki Ohba. Juncus harae ingår i släktet tåg, och familjen tågväxter. Inga underarter finns listade i Catalogue of Life.